# Du Yun
Du Yun (chiń. upr. 杜韵; chiń. trad. 杜韻; pinyin Dù Yùn; ur. 18 czerwca 1977 w Szanghaju) – amerykańska kompozytorka pochodzenia chińskiego, laureatka Nagrody Pulitzera.

## Życiorys
Urodziła się i wychowała w Szanghaju. Od dziecka ćwiczyła grę na fortepianie. Po przeprowadzce do Stanów Zjednoczonych ukończyła Oberlin Conservatory of Music, uzyskując stopień magistra. Nagrodę Pulitzera w dziedzinie muzyki otrzymała w 2017 za operę do libretta Royce’a Vavreka Angel's Bone, opowiadającą w metaforyczny sposób o handlu ludźmi.